# ブルータル・ユース
ブルータル・ユース(Brutal Youth )は、1994年に発表されたエルヴィス・コステロのアルバム。

## 解説
本作はおよそ半分がコステロ、ピート・トーマス、スティーヴ・ナイーヴ、ブルース・トーマス、というアトラクションズのラインナップによる演奏である。アトラクションズのメンバーとの作品を出すのはブラッド&チョコレート以来、8年ぶりであるが、全曲がアトラクションズによるものではないため、エルヴィス・コステロ＆ジ・アトラクションズ名義ではない。その他の半数の曲はブルース・トーマスではなく、ニック・ロウまたはコステロがベースを弾いている。
当初はドラムのピート・トーマスとのセッションだったが、キーボードが必要になりスティーヴ・ナイーヴを呼び、ベースを録音するためにニック・ロウを呼んだが、複雑な曲は別のベーシストが良いというニック・ロウの申し出で、ブルース・トーマスを呼ぶことになった。
前作「ジュリエット・レターズ」の反動で、荒々しい曲が書きたくなったとコステロ本人が述べている通り、キャリアの初期を思わせるようなハードな曲が収録されている。
本作からは「Sulky Girl」、「13 Steps Lead Down」、「You Tripped At Every Step」、「London's Brilliant Parade」がシングルとしてリリースされた。「13 Steps Lead Down」のカップリングには元トランスビジョン・ヴァンプのウェンディ・ジェームズのソロアルバム「Now Ain't the Time for Your Tears」用に書かれた曲のデモバージョンが数曲収められたが、2002年のRHINOによるリイシュー盤ではいずれも未収録となっている。
「ブルータル・ユース」というタイトルになる前は「Idiophone」というタイトルで制作されていた。

## 収録曲
1. ポニー・ストリート - Pony St
2. カインダー・マーダー - Kinder Murder
3. 13ステップス・リード・ダウン  - 13 Steps Lead Down
4. ディス・イズ・ヘル - This Is Hell
5. 道化師たちのストライキ  - Clown Strike
6. ユー・トリップド・アット・エヴリ・ステップ - You Tripped at Every Step
7. スティル・トゥー・スーン・トゥ・ノウ - Still Too Soon to Know
8. 20%記憶喪失 - 20% Amnesia
9. サルキー・ガール - Sulky Girl
10. ロンドンのブリリアント・パレード  - London's Brilliant Parade
11. マイ・サイエンス・フィクション・ツイン - My Science Fiction Twin
12. ロッキング・ホース・ロード  - Rocking Horse Road
13. ジャスト・アバウト・グラッド - Just About Glad
14. この怒り… - All the Rage
15. フェイヴァリット・アワー  - Favourite Hour

### Bonus disc (2002 Rhino)
1. ディス・イズ・ヘル - This Is Hell
2. イディオフォン - Idiophone
3. アバンドン・ワーズ - Abandon Words
4. ポイズンド・レター - Poisoned Letter
5. ドランクン・マンズ・プレイズ・オブ・ソブライアティ - A Drunken Man's Praise of Sobriety
6. ポニー・ストリート（ボナパルト・ルームス・ヴァージョン） - Pony St. (Version)
7. ジャスト・アバウト・グラッド（ボナパルト・ルームス・ヴァージョン） - Just About Glad (Demo version)
8. 道化師たちのストライキ（ボナパルト・ルームス・ヴァージョン） - Clown Strike (Version)
9. ロッキング・ホース・ロード（デモ） - Rocking Horse Road (Demo version)
10. 13ステップス・リード・ダウン（デモ） - 13 Steps Lead Down (Demo version)
11. この怒り…（デモ） - All the Rage (Demo version)
12. サルキー・ガール（デモ） - Sulky Girl (Demo version)
13. ユー・トリップド・アット・エヴリ・ステップ（チャーチ・スタジオ・ヴァージョン） - You Tripped at Every Step (Version)

## プレイヤー
- Elvis Costello – guitar, vocals, piano, bass guitar
- Steve Nieve – organ, piano, harmonium
- Bruce Thomas – bass
- Pete Thomas – drum, percussion
- Nick Lowe – bass